# محمد نعمان محمد
محمد نعمان محمد هو شاعر يمني. ولد عام 1948 في محافظة عدن. عمل في التدريس لمدة أربعة عشر عاماً، ثم انتقل للعمل في وزارة الثقافة والسياحة. بدأ يقول الشعر منذ سن السادسة عشر. كتب الشعر العامي والفصيح والحديث. وله مقالات في الصحف والمجلات اليمنية. وهو عضو في اتحاد الأدباء والكتاب اليمنيين. له ديوان شعر مخطوط بعنوان «يا مشتكي».